# پرستودریایی پریوش

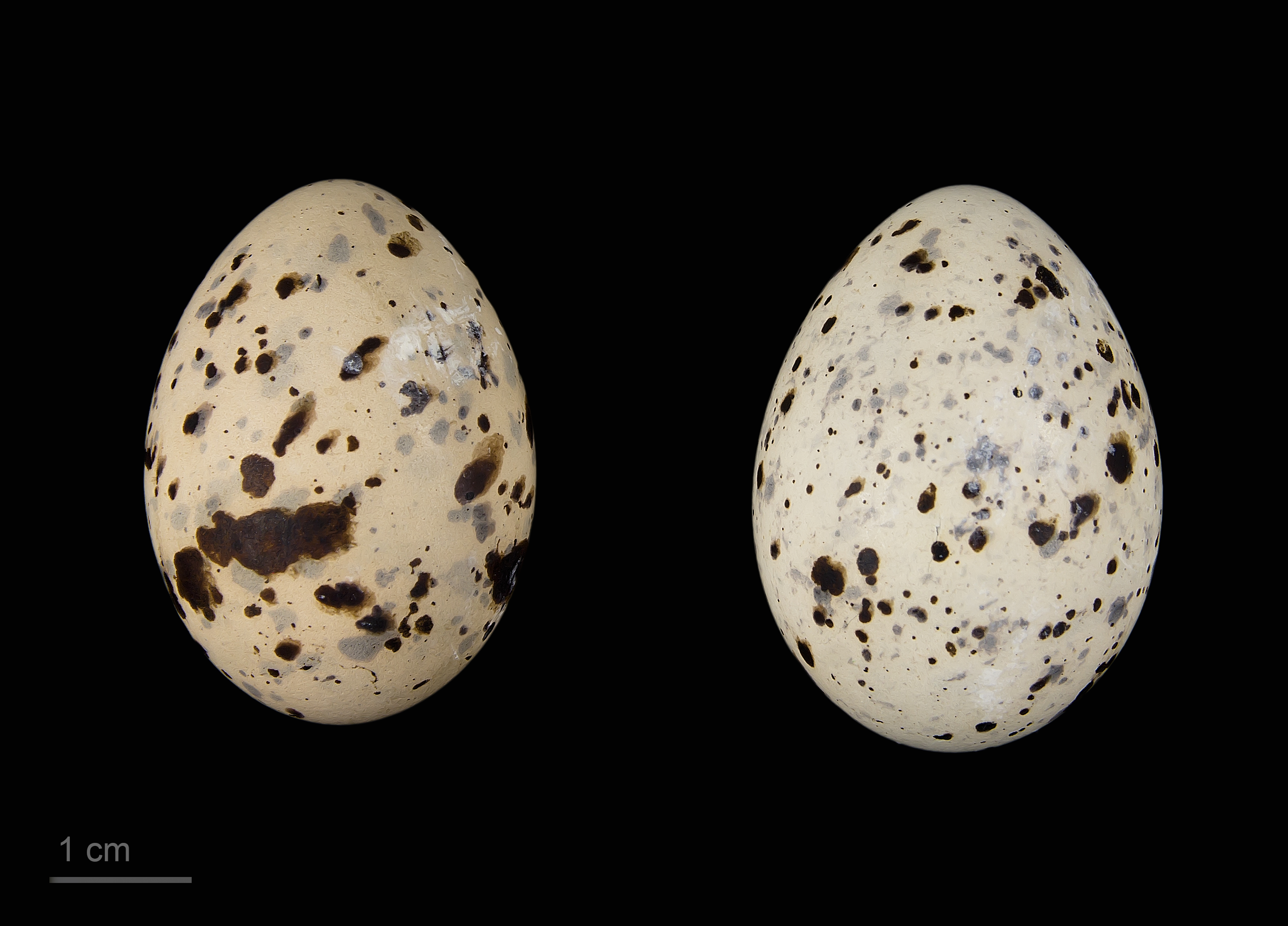
Sternula nereis

پرستودریایی پریوش (نام علمی: Sternula nereis) گونه‌ای پرستودریایی کوچک است. این پرنده بومی جنوب غرب اقیانوس آرام است. پرستوی دریایی پریوش به وسیله اتحادیه بین‌المللی حفاظت از طبیعت در فهرست گونه‌های آسیب‌پذیر قرار گرفته است. زیرگونه‌های نیوزلندی این گونه جزء گونه‌های در معرض انقراض هستند. پرستودریایی پریوش از سخت‌پوستان و نرم‌تنان تغذیه می‌کند.

## زیرگونهها
- پرستودریایی پریوش استرالیایی
- پرستودریایی پریوش کالدونیای جدید
- پرستودریایی پریوش نیوزلندی